# مجموعه حدی
در ریاضیات، به ویژه در مطالعه سیستم‌های دینامیکی، یک مجموعه حدی، حالتی است که سیستم دینامیکی، پس از یک زمان نامتناهی بدان می رسد. مجموعه‌های حدی از این جهت مهم هستند که می‌توانند برای درک رفتار طولانی مدت یک سیستم دینامیکی مورد استفاده قرار گیرند.

## انواع
- نقاط ثابت
- مدارهای دوره‌ای
- چرخه‌های حدی
- جاذب‌ها

به‌طور کلی، مجموعه‌ها حدی در مورد جاذب‌های غریب می‌توانند بسیار پیچیده باشند، اما برای سیستم‌های دینامیکی ۲-بُعدی قضیه پوانکاره-بندیکسون یک توصیف ساده از همه موارد ناتُهی و مجموعه‌های حدی فشرده {\displaystyle \omega } را که شامل بسیاری از نقاط ثابت به‌طور متناهی به‌صورت یک نقطه ثابت، یک مدار دوره‌ای، یا یک اجتماع از نقاط ثابت و مدارهای هموکلینیک یا هتروکلینیک متصل کننده این نقاط ثابت وجود داشته باشد، ارائه می‌دهد.

## تعریف برای توابع مکرر
فرض کنید {\displaystyle X} یک فضای متریک باشد، و اجازه دهید {\displaystyle f:X\rightarrow X} یک تابع پیوسته باشد. مجموعه حدی {\displaystyle \omega } از {\displaystyle x\in X}، نشان داده شده توسط {\displaystyle \omega (x,f)}، مجموعه نقاط حدی مدار پیرو است {\displaystyle \{f^{n}(x)\}_{n\in \mathbb {N} }} از عملکرد مکرر {\displaystyle f}. از این رو، {\displaystyle y\in \omega (x,f)} اگر و تنها اگر توالی اعداد طبیعی به شدت افزایش یابد {\displaystyle \{n_{k}\}_{k\in \mathbb {N} }} به طوری که {\displaystyle f^{n_{k}}(x)\rightarrow y} درصورتی که {\displaystyle k\rightarrow \infty }.